# 日本航空大学校 北海道
日本航空大学校 北海道校（にほんこうくうだいがっこう ほっかいどうこう）は、北海道千歳市にある学校法人日本航空学園が運営する私立専門学校である。専修学校専門課程に認定されているため、卒業すると専門士の称号が付与される。もともとは日本航空専門学校という名称で長らく運営されてきたが2021年4月から日本航空大学校 北海道に改称。2021年4月に新設された航空工学科（4年制）では高度専門士の称号を取得できる。卒業後の就職に強く、9年連続就職率100％を誇っている（2021年時点）。同じ敷地内には併設校である日本航空高等学校 北海道校があり、キャンパスを共有している。

## キャンパス・学科

### 新千歳空港キャンパス
トータルモビリティ工学科（4年制）
航空機や宇宙関連機器の設計・製造するエンジニアを養成。卒業時に四大卒と同等の高度専門士の称号が与えられる。
航空整備科（3年制）
1年次は、航空機の整備や製造に必要な基本的な知識・技術を身につける。2年次から下記のコースに分かれる。
- 一等航空整備士養成コース
航空機の運航に関わる点検・整備をする機種ごとの資格である一等航空運航整備士（本校ではボーイング737の資格取得が可能）を養成。JAL、ANAとの共同教育を行なっている。卒業後はJALかANAに就職することになる。
- 二等航空整備士コース
重量5.7トン以下の航空機の整備確認行為ができる二等航空整備士を養成
- 二等航空運航整備士コース
重量5.7トン以下の航空機の運航に関わる確認行為ができる二等航空運航整備士を養成
- 製造技術コース
航空機の知識・基本技術を習得し、非破壊検査資格・航空工場検査員国家試験などに挑戦して、航空機や宇宙機器・ジェットエンジンを製造しているメーカーの技術職・技能職としての就職を目的とする。先端ものづくりに通じる技術を習得することで幅広い選択が可能となる。

グランドハンドリング科（2年制）
グランドハンドリングの養成施設としては日本で初めて設置された。航空機の安全運航を支えるのに必要不可欠な空港地上支援業務の分野を受け持つ技術者を養成。空港特殊車両の保有数は日本一。2年間の間に高所作業車運転者やIATAなどの資格を最大12個取得できる。
キャビンアテンダント・グランドスタッフ科（2年制・3年制）
実践的な授業により接客やマナー等を身につけ、客室乗務員・グランドスタッフとして活躍できる人材を養成。
元JAL国際線客室乗務員の教員によるA330/380のモックアップでの実習を行なっている。
留学コースでは長期・短期コースに分かれ、ニュージーランド、オーストラリア、シンガポール、ロンドン、トロント、バンクーバー、マルタ他、多数の国から留学先を選ぶ。またハワイ大学ウエストオアフ校への大学編入制度もある。コロナ禍においても留学を実施するなど留学に強い学科となっている。
ホスピタリティを重点的に学んでおり、ホテル関係からも求人が集まっている。
言葉遣い、所作などを厳しく指導される。
- エアラインコース
- エアライン留学コース

## 歴史
- 1988年 - 日本航空学園千歳校が開校。
- 1994年 - 日本航空学園千歳校を日本航空専門学校に改称。
- 1995年 - 空港技術科を新設。
- 2003年 - 白老郡白老町に白老キャンパスを開設し、国際航空ビジネス科（※女子限定）新設。
- 2007年 - 一等航空運航整備士コースを新設。
- 2010年 - 同校の敷地内への、ヘリコプター部品などの不法投棄が発覚し、北海道と千歳市が同校に対し行政指導（記事）。
- 2014年 -  日本航空専門学校 石川が再び日本航空大学校として独立したため、千歳キャンパス・白老キャンパスの2キャンパス体制となり、学科も航空整備科・空港技術科・国際航空ビジネス科の3学科となる。
- 2016年 - 空港技術科及び国際航空ビジネス科が文部科学省から職業実践専門課程に認定される。
- 2017年 - 千歳キャンパスを新千歳空港キャンパスに改称。
- 2017年 A330/380のモックアップを設置。
- 2018年 - 国際航空ビジネス科エアラインコース・エアライン留学コースを新千歳空港キャンパスに移転させ、男女共学となる。
- 2021年 - 航空工学科（4年制）を新設する。また、校名を「日本航空大学校 北海道」へ変更する。[1]
- 2021年 技能審査室（航空整備士が取得する国家資格、技能審査を受けるための施設）を設置
- 2024年 - 航空工学科をトータルモビリティ工学科へ改称。空港技術科をグランドハンドリング科へ改称。国際航空ビジネス科をキャビンアテンダント・グランドスタッフ科へ改称。航空整備科の技術コースを製造技術コースへ改称。
- 2025年 - 北海道エアポート株式会社と連携協定を締結し、新千歳空港内に同校専用教室「JAA Sky Lab」を設置し、空港グランドハンドリングの授業を開始。

## 交通アクセス
新千歳空港キャンパス
- JR北海道千歳線千歳駅から千歳相互観光バス「泉沢向陽台行き」乗車、「本社ターミナル前」下車徒歩30分、本校学生送迎バス乗車3分
- 通学生はJR千歳線千歳駅からスクールバスを利用できる